# Encyclopedia of the Medieval Chronicle

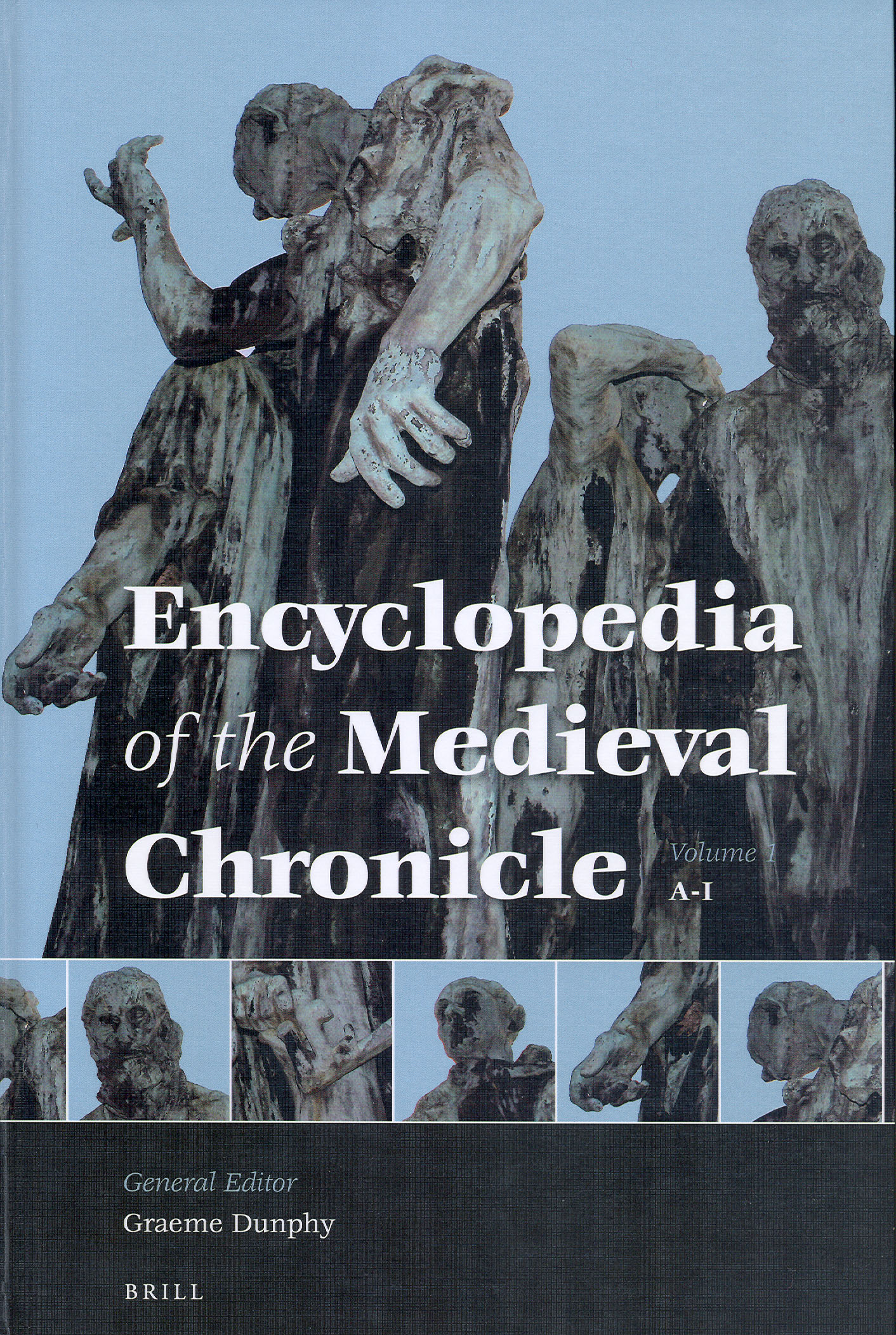
Encyclopedia of the Medieval Chronicle, Band 1

Die Encyclopedia of the Medieval Chronicle (EMC) ist eine Enzyklopädie, spezialisiert auf spätantike sowie mittelalterliche Chroniken und Annalen; sie wurde von Graeme Dunphy herausgegeben und wird vom Brill Verlag in Leiden verlegt. Somit ist sie sowohl ein Literaturlexikon wie auch ein Nachschlagewerk über Historiografie.

## Beschreibung
Sowohl Chroniken als auch Annalen sind Geschichtswerke, die in der Antike sowie im Mittelalter verfasst wurden. Sie sind für Historiker in erster Linie wichtig als Zeugen für die geschichtlichen Abschnitte, die sie beinhalten; für Literaturwissenschaftler sind sie aus textimmanenten Gründen relevant und für Kulturhistoriker sind sie wegen ihrer Sichtweise auf die Verortung des Autors in seiner eigenen Konstruktion von Geschichte interessant. Illustrierte Exemplare sind auch für Kunsthistoriker von Interesse. Die Chronikforschung als ein interdisziplinäres Feld wurde primär durch die Medieval Chronicle Society begründet. Der Grundstein für die EMC wurde im Rahmen dieser Gesellschaft gelegt.
Die EMC beinhaltet ungefähr 2500 meist recht kurze Artikel über einzelne Autoren oder anonyme Werke. Die meisten davon sind aus der westlichen christlich geprägten Welt, es gibt aber auch Artikel über slawische, byzantinische, syrische, islamische und jüdische Chroniken. Diese enthalten Informationen zur Datierung, Sprache, Form und handschriftlicher Überlieferung. Außerdem werden besonders relevante aktuelle Fragen der Forschung diskutiert. Weiterhin gibt es ungefähr 60 längere „thematische“ Artikel über spezielle Einzelaspekte von Chroniken.
Das zweibändige Werk erschien im Jahr 2010 und umfasst ungefähr 1830 Seiten. Circa 450 Wissenschaftler haben sie gemeinsam erarbeitet. Eine elektronische Version mit zusätzlichen Artikeln ist seit 2012 online.